# Franciszek Krasiński
Franciszek Krasiński (Krasne, 10 april 1525 - Bodzentyn, 16 maart 1577) was de 48e bisschop van Krakau, secretaris van de Kroon (1560-1577), vice-kanselier van de Kroon (1568/9 - 1572/4) en diplomaat.

## Biografie
Franciszek Krasiński was een telg van de Poolse heraldische clan Ślepowron. Zijn vader, Jan Krasiński, was stolnik van Ciechanów en Katarzyna. Zijn broers en neven bekleedde hoge ambtelijke functies in de Poolse maatschappij. Hij was verwant aan de primaat Mikołaj Dzierzgowski.
Krasiński studeerde in Zgorzelec, Wittenberg, Krakau, Bologna en Rome. Hij behaalde in Italië zijn doctoraat in canoniek recht en de rechten.
Hij ondertekende als enige Poolse bisschop de Confederatie van Warschau van 1573 om verdere "bloedvergieten te voorkomen". Krasiński was ook instrumenteel in het in 1573 verkiezen van Hendrik III van Frankrijk tot koning van Polen en grootvorst van Litouwen, en Keizer Maximiliaan II tot koning van Polen in 1575. Hij nam deel aan het congres van Stężyca in 1575.
Krasiński was in zijn leven naast bisschop ook de vice-kanselier en secretaris van de Kroon. Ook was hij tussen 1565 en 1568 de Poolse ambassadeur in Wenen. Franciszek Krasiński overleed in Bodzentyn aan tuberculose en werd in de kerk aldaar begraven.

## Galerij

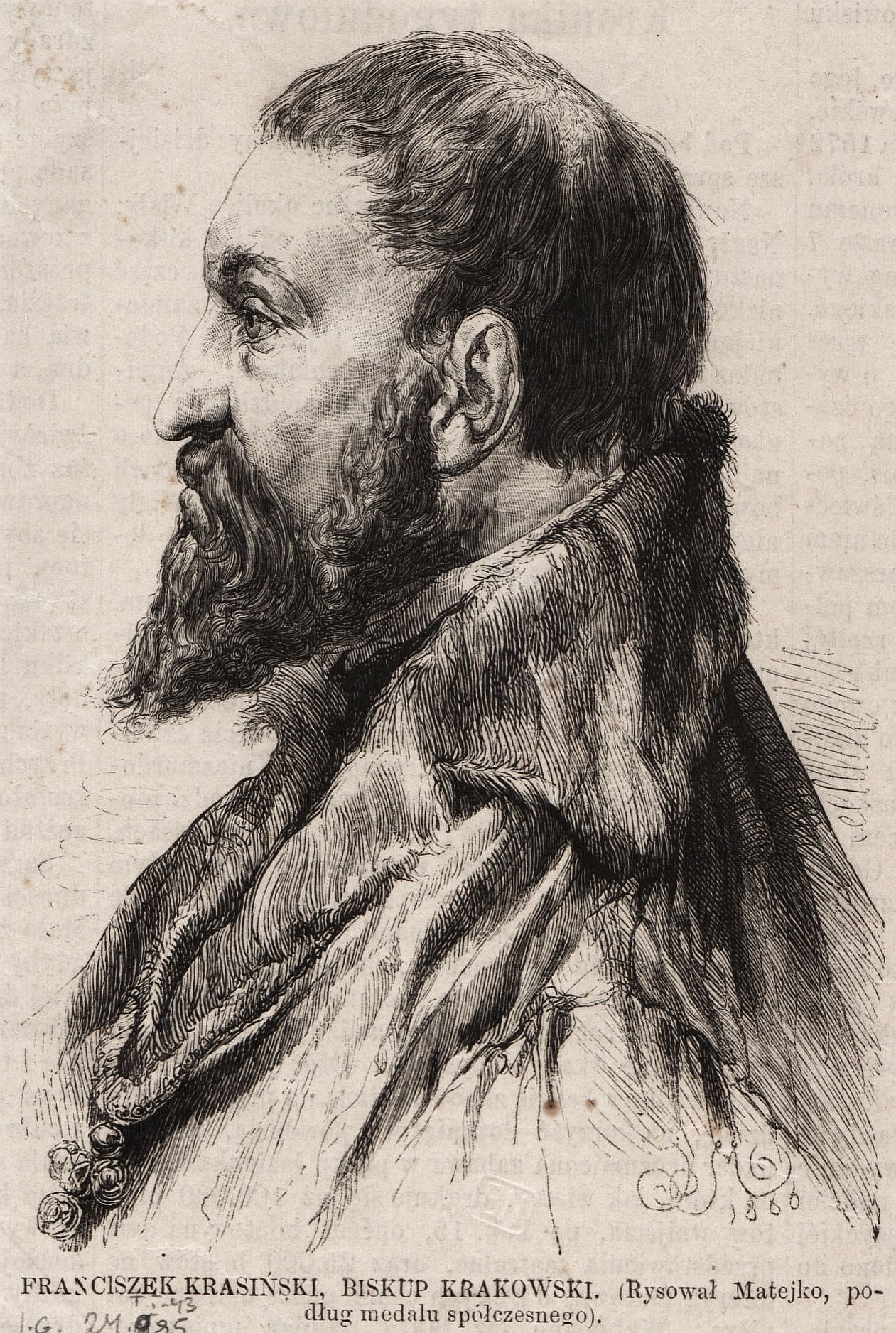
Houtsnede door Jan Matejko, 1867.
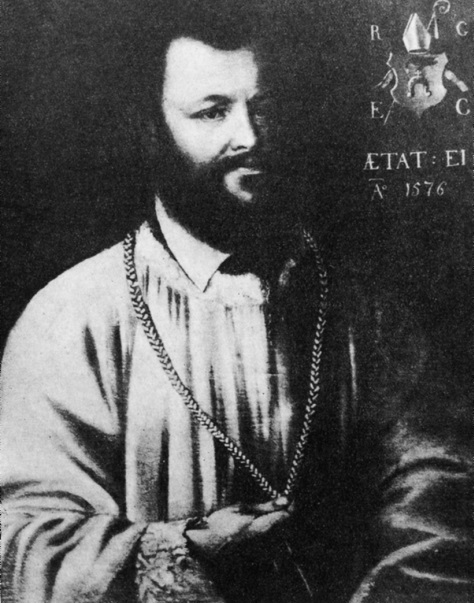
Portret door onbekende kunstenaar, 1576.

- Gemeinsame Normdatei: 1035621460
- International Standard Name Identifier: 0000 0001 1713 509X
- Nationale Bibliotheek van Tsjechië: js2013793693
- Nationale Bibliotheek van Polen: a0000002626562
- Réseau des bibliothèques de Suisse occidentale: 02-A022263478
- Virtual International Authority File: 163391774
- WorldCat: E39PBJckKFbPPQxfX6RmV7Vpyd